# Felice (praefectus urbi)
Felice (latino: Felix; Roma, ... – ...; fl. 393-398) è stato un funzionario romano di età imperiale, corrispondente di Quinto Aurelio Simmaco.

## Biografia
Felice era nativo di Roma. Nel 393 probabilmente ricoprì qualche ruolo nell'amministrazione di Eugenio, pretendente al trono d'Occidente col quale si schierarono molti elementi dell'aristocrazia pagana romana.
Ricoprì la carica di quaestor sacri palatii dall'inizio del 396 al 397. Aiutò Nicomaco Flaviano, un altro esponente dell'aristocrazia pagana romana, in un caso giudiziario aperto dal precedente questor, Florentino.
Tra il 6 e il 29 marzo 398 ricoprì la carica di praefectus urbi di Roma.
Ricevette diverse lettere da Quinto Aurelio Simmaco, tra cui le copie di due discorsi.